# Modrina nad Maricelom
Modrina nad Maricelom je avtobiografski roman, ki ponuja bogato etnološko, domoznansko in zgodovinsko videnje severnoprimorskega pogorja, ki se na severu stiska med rekama Idrijo in Sočo, na zahodu pa, kot se pošali avtor knjige, Frane Goljavšček, svoj dekolte razkazuje Benečiji. Ob sončnem in jasnem vremenu je, zagotavlja avtor, z vrha Maricela proti jugu možno uzreti tudi lesket Jadranskega morja. Knjiga je izšla leta 2007 pri založbi Jutro.

## Vsebina
Knjiga prinaša tri poglavitna poglavja: Čas miru, Čas vojne ter Čas svobode. 
Prvo poglavje, Čas miru, je od vseh treh najbolj etnografsko. Avtor v njem opiše etnografske značilnosti rojstne vasi, kmečko domačijo, kmečka opravila v vseh štirih letnih časih, cerkvene in druge praznike, ne manjka pa niti kratek vpogled v čase Franca Jožefa. V drugem poglavju naslovljenem Čas vojne se nizajo nekatere zgodovinske prelomnice, kot so prva meja na Idriji, prva svetovna vojna, Soška fronta, čas med obema vojnama, druga svetovna vojna, narodnoosvobodilna vojna, kapitulacija Italije, ter ostali poznejši dogodki povezani z drugo svetovno vojno oziroma zaključkom le-te, ki so avtorjev rodni kraj, Lig, zaznamovale za vedno. V tem poglavju lahko začutimo olajšanje, ki so ga po osvoboditvi izpod fašističnega primeža doživeli tamkajšnji prebivalci; zaslutimo pa tudi avtorjev čas dozorevanja in novega življenjskega zagona, prežetega z optimizmom, ki so ga prinesle velike družbene spremembe. Čas svobode je tretje, sklepno poglavje, opisuje pa povojni čas, tisto negotovo obdobje, ko si je komunistična oblast zagotovila prevlado in čas, ko se je oblikovala nova zahodna meja. Za avtorja pa je bil to čas turbulentnega potovanja v zrelostno dobo, čas njegove notranje svobode, čas izoblikovanja njegovega svetonazorskega mnenja in svobodnega odločanja. V tem poglavju pisatelj posebno pozornost nameni šolskemu izobraževanju oz. svojim gimnazijskim letom, ki jih je preživel najprej v Tolminu in nato v Šempetru ter svoje aktivno udejstvovanje na kulturno-umetniškem področju, ki se je najbolj izražalo v petju, branju in gledališču. Posebno mesto v tem poglavju zasedajo vaški posebneži. V Utrujeni očetnjavi, ganljivem zaključku, avtor sprva naniza vse, česar v Ligu ni več, nekje vmes se zave, da vendarle ostajajo spomini, na koncu pa v avtorjevih besedah čutimo optimizem, ko zapiše, da se rojevajo in oni bodo osmišljali ta čudoviti prostor, nad katerim se pne modrina mariceljskega neba.
Delo je pospremljeno s številnimi fotografijami, risbami in drugimi arhivskimi zabeležkami ter krajšim narečnim besednjakom, zato bi lahko sklenili, da je knjiga dokument časa, s katero avtor postavlja trajni spomenik Maricelu in njegovim prebivalcem.

## Izvor imena
Maricel, kot se ustaljeno pravi Marijinemu Celju, nosi ime po romarskem središču iz avstrijske koroške, Mariazellu. Prvotno je nad vasico Lig stala cerkev svetega Zenona, vendar je nek duhovnik in domačin, ki je služboval na Dunaju, zaslutil, da bi bilo smiselno uveljaviti novo božjo pot po koroškem zgledu. Tako so "odpuščenega" sv. Zenona nadomestili s kopijo Marijine podobe iz Koroške ter jo priporočili romarjem, med tem pa se je v ljudski govorici izoblikovalo ime Marijino Celje in pozneje, poenostavljeno, Maricel.